# Washington Vera
Washington Vera (n. Naranjal, Ecuador; 24 de abril de 1994) es un futbolista ecuatoriano. Juega de mediocampista ofensivo y su actual equipo es Daquilema FC de la Segunda Categoría de Ecuador.

## Trayectoria

### Barcelona Sporting Club
Vera fue una pieza fundamental para la consecución de la estrella número 15 para los toreros aportando con 10 anotaciones y múltiples asistencias para sus demás compañeros. El Wacho Vera a lo largo del torneo pudo ganarse varias veces la titularidad y era constante mente tomando en cuenta para el recambio por parte del técnico Guillermo Almada.

### Guayaquil City
Para la temporada 2018 ficha por el Guayaquil City Fútbol Club, se le adjunta la camiseta con el dorsal 80.

### El Nacional
Para la temporada 2019, Wacho Vera casi no tuvo participación con el Barcelona Sporting Club por lo cual fue cedido a préstamo al Club Deportivo El Nacional adjuntándose el dorsal 11.

### Liga de Portoviejo
Tras no poder sumar minutos en Barcelona SC, fue cedido a préstamo a la Liga de Portoviejo.

### Guayaquil Sport
Llega al Guayaquil Sport Club tras no haber podido consolidarse con la Liga de Portoviejo, ni poder sido habilitado en el Deportivo Cuenca, llega al Guayaquil Sport, donde fue figura demostrando ser fundamental para obtener el título de la Segunda Categoría de Ecuador.

## Clubes
| Club               | País    | Año       |
| ------------------ | ------- | --------- |
| Barcelona S. C.    | Ecuador | 2013-2017 |
| Guayaquil City     | Ecuador | 2018      |
| Barcelona S. C.    | Ecuador | 2019      |
| El Nacional        | Ecuador | 2019      |
| Barcelona S. C.    | Ecuador | 2020      |
| Liga de Portoviejo | Ecuador | 2020      |
| Guayaquil Sport    | Ecuador | 2020      |
| Olmedo             | Ecuador | 2021      |
| Libertad F. C.     | Ecuador | 2022      |
| Búhos ULVR F. C.   | Ecuador | 2022      |

### Participaciones internacionales
| Torneo                 | Club            | Resultado    |
| ---------------------- | --------------- | ------------ |
| Copa Libertadores 2013 | Barcelona S. C. | Segunda fase |
| Copa Sudamericana 2013 | Barcelona S. C. | Primera fase |
| Copa Sudamericana 2014 | Barcelona S. C. | Segunda fase |
| Copa Libertadores 2015 | Barcelona S. C. | Segunda fase |
| Copa Sudamericana 2016 | Barcelona S. C. | Primera fase |
| Copa Libertadores 2017 | Barcelona S. C. | Semifinales  |

| Temporada | Equipo          | Campeonato | Campeonato | Campeonato | Campeonato | Copas nacionales | Copas nacionales | Copas nacionales | Copas nacionales | Copas internacionales | Copas internacionales | Copas internacionales | Copas internacionales | Total | Total | Total |
| Temporada | Equipo          | Torneo     | PJ         | Goles      | Asís.      | Torneo           | PJ               | Goles            | Asís.            | Torneo                | PJ                    | Goles                 | Asis.                 | PJ    | Goles | Asís. |
| --------- | --------------- | ---------- | ---------- | ---------- | ---------- | ---------------- | ---------------- | ---------------- | ---------------- | --------------------- | --------------------- | --------------------- | --------------------- | ----- | ----- | ----- |
| 2014      | Barcelona S. C. | A          | 4          | 0          | 0          |                  |                  |                  |                  |                       |                       |                       |                       | 4     | 0     |       |
| 2015      | Barcelona S. C. | A          | 12         | 3          |            |                  |                  |                  |                  |                       | 1                     | 1                     |                       | 13    | 4     |       |
| 2016      | Barcelona S. C. | A          | 34         | 10         | 7          | -                | -                | -                | -                | CS                    | 2                     | 1                     | -                     | 35    | 12    | 7     |
| 2017      | Barcelona S. C. | A          | 9          | 2          | 1          | -                | -                | -                | -                | -                     | 3                     | 0                     | 0                     | 12    | 2     | 1     |

## Palmarés

### Campeonatos nacionales
| Título            | Club            | País    | Año  |
| ----------------- | --------------- | ------- | ---- |
| Serie A           | Barcelona S. C. | Ecuador | 2016 |
| Segunda Categoría | Guayaquil Sport | Ecuador | 2020 |

### Distinciones individuales
| Distinción                                       | Año  |
| ------------------------------------------------ | ---- |
| Jugador revelación de la Copa Banco del Pacífico | 2016 |